# Chris Sununu
Christopher Thomas Sununu (phát âm: /səˈnuːnuː/ sə-NOO-noo; sinh ngày 05 tháng 11 năm 1974) là một chính trị gia người Mỹ gốc Anh, Ireland và Scotland, Liban và Palestine của Hoa Kỳ. Ông hiện là Thống đốc thứ 82 của tiểu bang New Hampshire kể từ năm 2017. Ông nguyên là thành viên của Hội đồng Điều hành New Hampshire từ năm 2011 đến năm 2017; nguyên Giám đốc điều hành của Waterville Valley Resort ở New Hampshire. Ông là con trai của cựu Thống đốc New Hampshire và Chánh văn phòng Nhà Trắng John H. Sununu, và là em trai của cựu Dân biểu và Thượng nghị sĩ John E. Sununu.
Chris Sununu là Đảng viên của Đảng Cộng hòa, học vị Kỹ sư Kỹ thuật dân dụng và môi trường. Là một người theo chủ nghĩa tự do ôn hòa, ông đã đánh bại ứng cử viên Dân chủ Dan Feltes vào tháng 11 năm 2020 với hơn 65% phiếu, số phiếu cao nhất được bầu trong một cuộc đua toàn tiểu bang. Vào tháng 1 năm 2021, ông bắt đầu nhiệm kỳ Thống đốc thứ ba của mình.

## Xuất thân và giáo dục

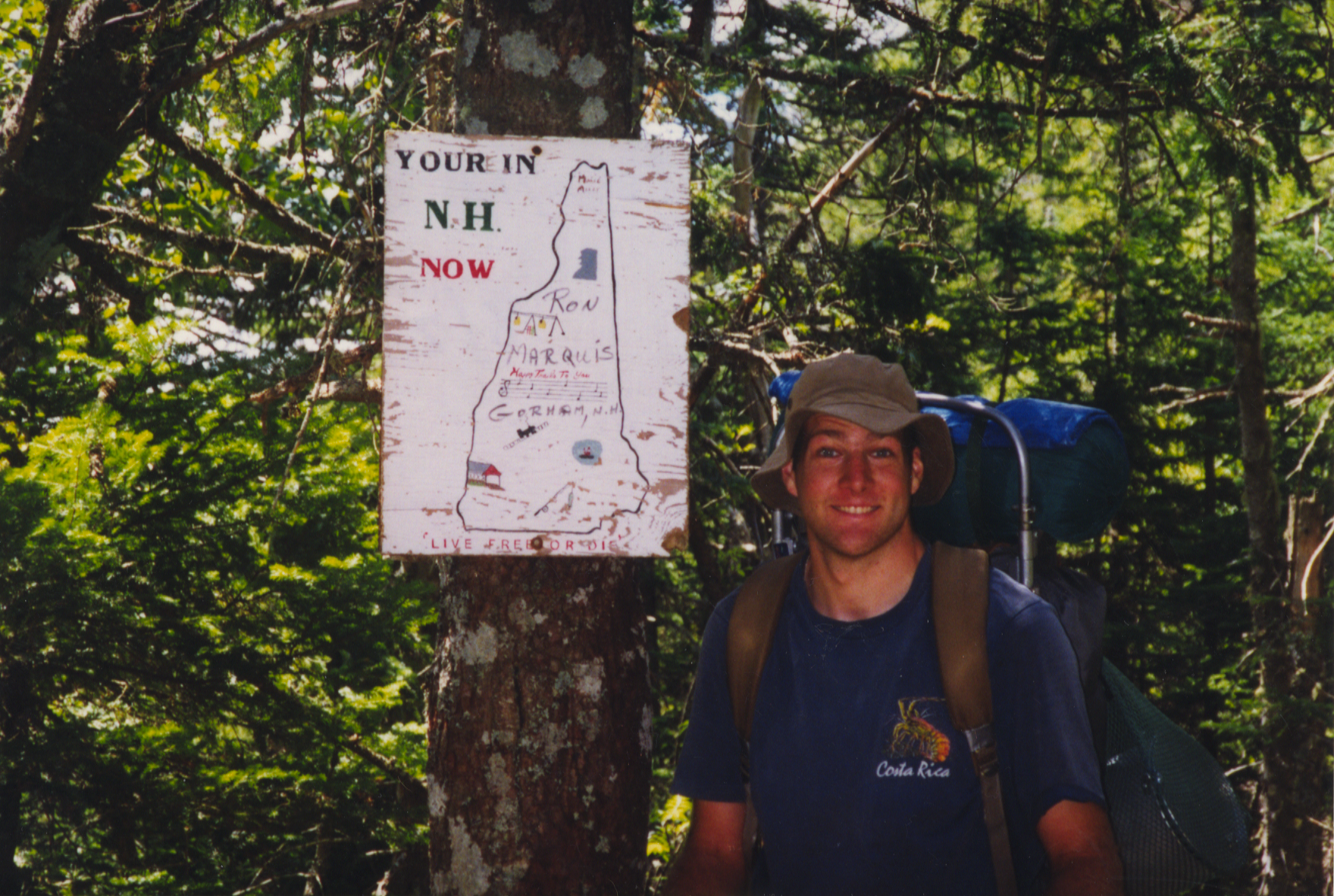
Chris Sununu năm 1998.

Chris Sununu sinh ngày 05 tháng 11 năm 1974 tại thị trấn Salem, quận Rockingham, tiểu bang New Hampshire, Hoa Kỳ, tên khai sinh là Christopher Thomas Sununu, trong một gia đình có tám anh chị em. Tổ tiên phía nội của ông đến Hoa Kỳ từ Trung Đông vào khoảng đầu thế kỷ 20, bà nội của ông sinh ra ở El Salvador trong một gia đình Cơ đốc giáo chính thống Hy Lạp, Liban đã định cư ở Trung Mỹ vào đầu thế kỷ này. Tổ tiên bên nội của ông là người Liban và người Palestine từ cộng đồng Chính thống giáo Hy Lạp ở Jerusalem. Mặc dù gia đình di cư từ Jerusalem, một số thành viên của gia đình đến từ thủ phủ Beirut, Liban. Bố của ông là, John H. Sununu sinh ra ở thủ phủ Havana, Cuba. Ông nội của ông cũng tên là John Sununu, sinh ra ở Hoa Kỳ, và hầu hết hai thế hệ cuối cùng của nhà Sununu cũng sinh ra ở Mỹ. Tổ tiên của mẹ ông bao gồm những người nhập cư từ Ireland, Scotland và Anh. Khi nhậm chức Thống đốc, ông đã tuyên thệ với một quyển Kinh Thánh Tân Ước Chính thống giáo Hy Lạp thuộc về gia đình ông.
Năm 1990, ông nhập học trung học tại Trung học Khoa học công nghệ Thomas Jefferson ở thành phố Fairfax, tiểu bang Virginia, tốt nghiệp năm 1993. Sau đó, ông theo học Viện Công nghệ Massachusetts ở tiểu bang Massachusetts, tốt nghiệp Kỹ sư Kỹ thuật dân dụng và môi trường năm 1998.

## Thời kỳ đầu

### Kinh doanh
Sau khi tốt nghiệp MIT, trong mười năm, Chris Sununu làm Kỹ sư môi trường thiết kế các hệ thống và giải pháp dọn dẹp các bãi thải, dưới sự giám sát của các kỹ sư được cấp phép. Ông chuyên về xử lý đất và nước ngầm, nhà máy xử lý nước thải và thiết kế bãi chôn lấp. Năm 2002, anh trở thành kỹ sư đào tạo EIT tại California. Năm 2010, ông dẫn đầu một nhóm các nhà đầu tư mua lại Waterville Valley Resort, nơi ông làm Giám đốc điều hành, với hơn 700 người ở vùng White Mountains, New Hampshire. Ông đã dẫn đầu một nỗ lực mở rộng khu nghỉ mát trượt tuyết với sự hợp tác của Cục Kiểm lâm Hoa Kỳ. Khu nghỉ mát có các hoạt động trượt tuyết, chơi golf, quần vợt, đi xe đạp địa hình và đấu trường băng. Từ năm 2006 đến năm 2010, ông là chủ sở hữu và Giám đốc Sununu Enterprises, một tập đoàn tư vấn chiến lược và kinh doanh gia đình ở Exeter, New Hampshire, tập trung vào phát triển bất động sản địa phương, quốc gia và quốc tế, công nghệ mạo hiểm và mua lại doanh nghiệp.

### Hội đồng New Hampshire

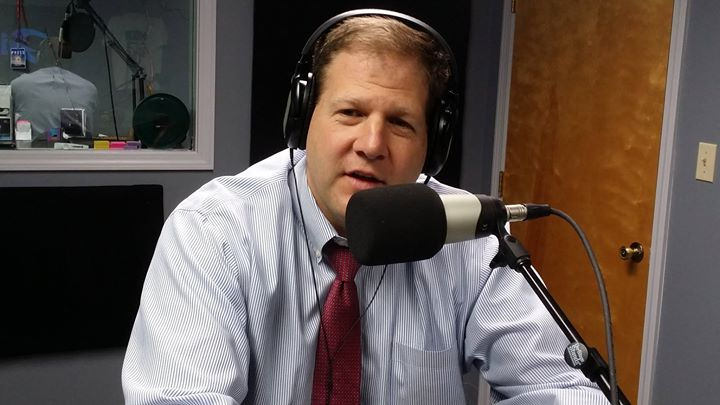
Chris Sununu năm 2016.

Chris Sununu là thành viên của Hội đồng Điều hành New Hampshire từ năm 2011 đến năm 2017. Trong nhiệm kỳ của mình, ông đã tham gia nhiều chiến dịch và đóng góp chính sách địa phương. Vào ngày 16 tháng 12 năm 2015, Ủy ban Cố vấn của Thống đốc về Vận tải Đa phương thức (GACIT) đã trình bày Kế hoạch 10 năm 2017 – 2026 cho Thống đốc của New Hampshire. Với tư cách là một thành viên biểu quyết của GACIT, ông đã giúp phát triển bản kế hoạch chi tiết, trong đó tích cực giải quyết hạn chế tài chính, với giả định nguồn tài trợ liên bang khoảng 160 triệu USD mỗi năm.
Vào năm 2011, ông đã dẫn đầu một loạt các buổi điều trần công khai để xem xét các đề xuất kế hoạch Managed Medicaid, một chương trình giúp những người nhận Medicaid ở New Hampshire điều phối việc chăm sóc sức khỏe của họ.  Nó cũng giúp những người nhận Medicaid mắc các bệnh mãn tính như tiểu đường, hen suyễn, béo phì và bệnh tâm thần. Thông qua chương trình này, những người nhận Medicaid có các chương trình chăm sóc sức khỏe và phòng ngừa như một phần của quyền lợi y tế của họ. Vào năm 2014, một bản sửa đổi dài 300 trang, trị giá 292 triệu USD cho chương trình Medicaid của tiểu bang được đưa ra trước Hội đồng Điều hành chỉ hai giờ trước cuộc bỏ phiếu theo lịch trình. Các Đảng viên Cộng hòa Joseph Kenney và Chris Sununu kêu gọi Thống đốc John Lynch và các Đảng viên Dân chủ khác có mặt không bỏ phiếu cho hợp đồng, nhưng đã thua phiếu 3–2, theo đường lối của Dân chủ.

## Thống đốc New Hampshire

### Tranh cử

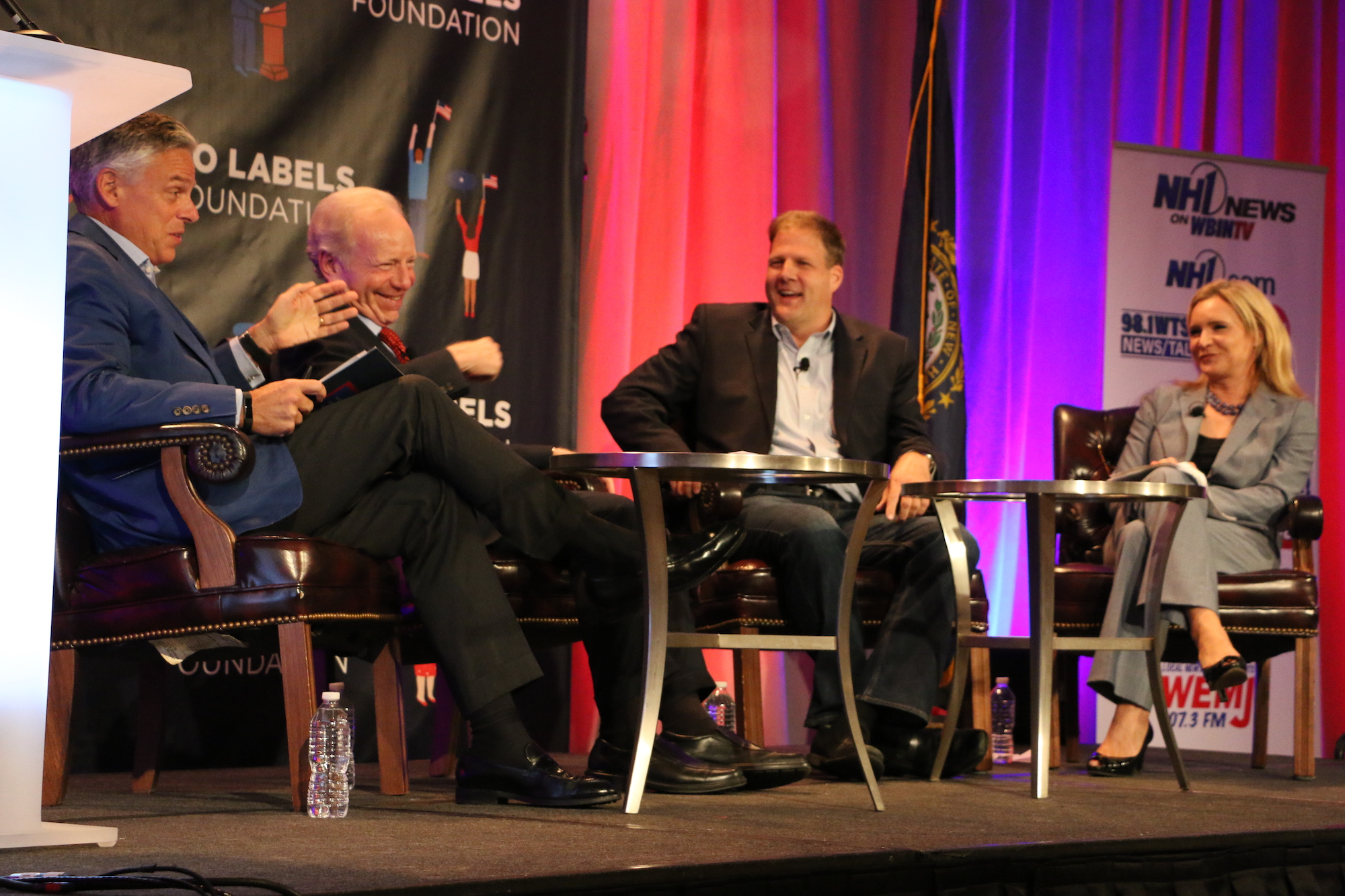
Chris Sununu trong diễn đàn tranh cử New Hampshire năm 2016.

Năm 2016, trong cuộc tổng tuyển cử, Chris Sununu đã đánh bại ứng cử viên Dân chủ Colin Van Ostern với tỷ lệ 48,8–46,6%. Năm 2018, ông đã được bầu lại, đánh bại ứng cử viên Đảng Dân chủ Molly Kelly với tỷ lệ 52,8–45,7%, được nhiều hãng tin New Hampshire tán thành, bao gồm The Portsmouth Herald, The Union Leader, The Eagle-Tribune, Nashua Telegraph, Foster's Daily Democrat, Exeter News-Letter, Seacoast Online và Hampton Union.
Vào ngày 14 tháng 5 năm 2019, ông thông báo rằng sẽ tiếp tục tham gia tranh cử nhiệm kỳ Thống đốc thứ ba, thay vì ứng cử vị trí Thượng nghị sĩ từ Đảng Dân chủ đương nhiệm Jeanne Shaheen trong cuộc bầu cử năm 2020. Sau khi giành được đề cử của Đảng Cộng hòa, ông đã đánh bại Lãnh đạo Đa số Thượng viện New Hampshire Dan Feltes trong cuộc tổng tuyển cử, với tỷ lệ 65,2–33,4%, trở thành ứng cử viên đầu tiên trong lịch sử New Hampshire đạt được trên 500.000 phiếu bầu.

### Nhiệm kỳ

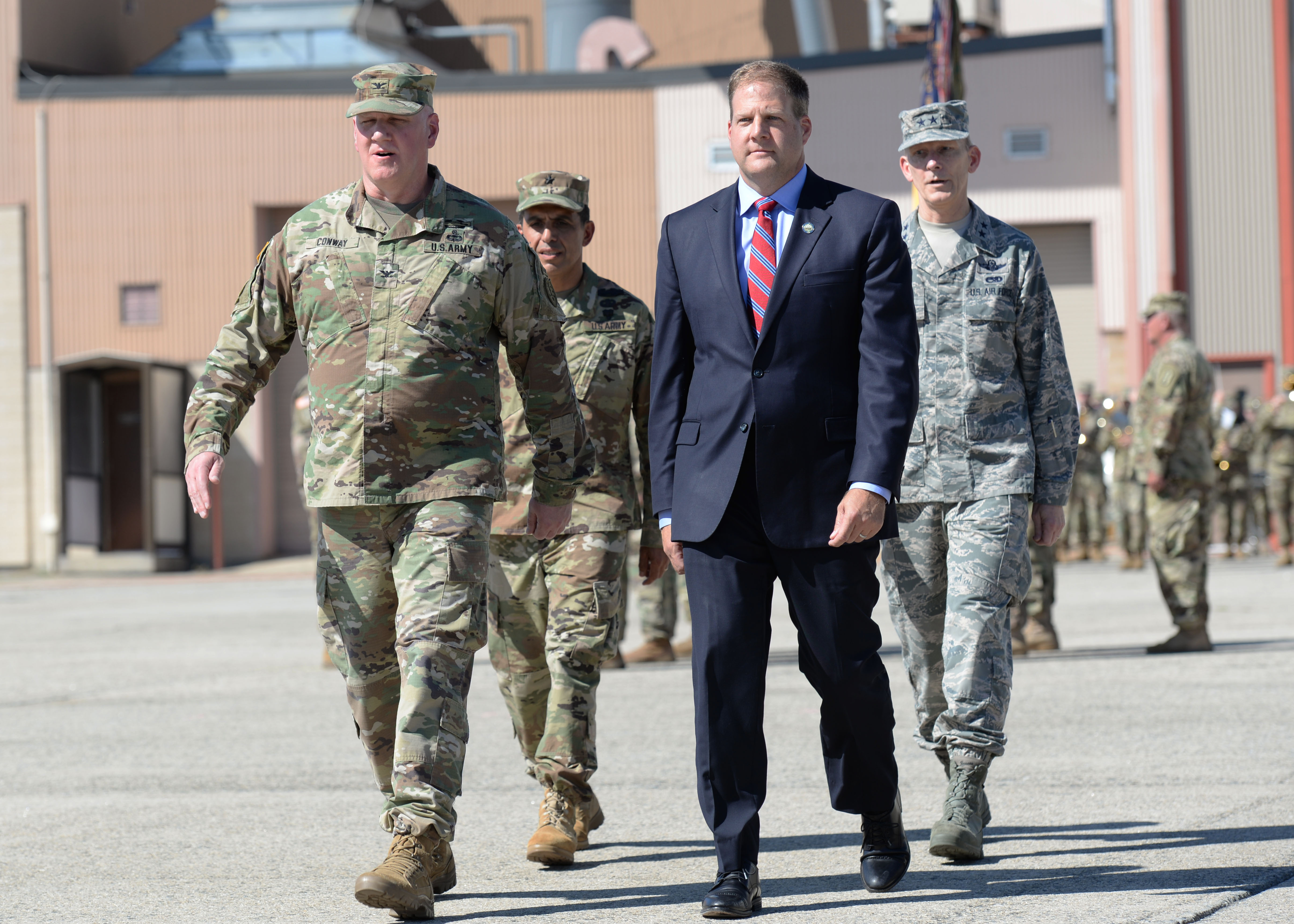
Thống đốc Chris Sununu và Vệ binh New Hampshire năm 2017.

Chris Sununu tuyên thệ nhậm chức Thống đốc vào ngày 05 tháng 1 năm 2017. Ông tuyên thệ nhậm chức nhiệm kỳ thứ hai vào ngày 03 tháng 1 năm 2019, và nhiệm kỳ thứ ba vào ngày 07 tháng 1 năm 2021. Vào năm 2018, ông đã công bố khởi động sáng kiến về lao động mang tên Recovery Friendly Workplace Initiative nhằm thu hút người sử dụng lao động và trao quyền cho các nơi làm việc để hỗ trợ những người đang hồi phục sau rối loạn sử dụng chất kích thích. Hơn 40.000 nhân viên ở New Hampshire được hướng tới. Vào tháng 10 năm 2018, ông đã giới thiệu chiến dịch hub and spoke model mới của bang để phục hồi chứng nghiện. Mô hình này bao gồm chín trung tâm khu vực (ở Berlin, Concord, Dover, Hanover, Keene, Laconia, Littleton, Manchester và Nashua), phối hợp với các địa phương để cung cấp các dịch vụ phục hồi sau cai nghiện. Các trung tâm nhận được 9,0 triệu USD bắt nguồn từ viện trợ liên bang 45,8 triệu USD để chống lại đại dịch opioid của bang. Vào tháng 3 năm 2019, ông thông báo rằng thêm 12 triệu USD đã được phân bổ cho New Hampshire để chống lại đại dịch này.
Vào ngày 03 tháng 5 năm 2019, Chris Sununu đã phủ quyết một dự luật sẽ bãi bỏ án tử hình. Ông đã ký vào bản phủ quyết tại trung tâm cộng đồng được đặt theo tên của Michael Briggs; như dự thảo, dự luật sẽ không áp dụng cho Michael Addison (kẻ đã giết Briggs năm 2006). Đạo luật vẫn được thông qua bất chấp phủ quyết của ông. Vào tháng 11 năm 2020, ông thiết lập nhiệm vụ đeo khẩu trang chống Đại dịch COVID-19 trên toàn tiểu bang, dẫn đến các cuộc biểu tình chống đối. Trong đại dịch COVID-19, ông đã chỉ trích cả Đảng Cộng hòa và Đảng Dân chủ ở Washington vì thiếu các gói cứu trợ. Ông cũng chỉ trích các thành viên Quốc hội vì đã tiếp cận sớm với vắc xin COVID-19.

## Lịch sử tranh cử
Tính đến năm 2021, Chris Sununu đã tham gia ba kỳ tổng tuyển cử Thống đốc tiểu bang New Hampshire và giành chiến thắng cả ba kỳ.

## Đời tư
Chris Sununu là một vận động viên trượt tuyết và cầu thủ bóng bầu dục thời thanh niên. Năm 1998, ông đã hoàn thành chuyến đi bộ kéo dài năm tháng trên Đường mòn Appalachia dài 2.200 dặm (3.500 km) từ Maine đến Georgia. Ông sống với vợ, Valerie Sununu, hai người kết hôn năm 2001, và có ba đứa con. Gia đình ở Newfields, New Hampshire.